# 大宮村 (栃木県塩谷郡)
大宮村（おおみやむら）は栃木県の北部、塩谷郡に属していた村である。

## 地理
- 河川：鬼怒川、荒川

## 歴史
- 1889年（明治22年）4月1日 町村制施行により、大宮村、田所村、大久保村、肘内村、上平村、風見村、風見山田村、泉村、上沢村が合併し塩谷郡大宮村が成立する。
- 1957年（昭和32年）3月31日 玉生村、船生村と合併し塩谷村となる。